# Sainte-Cécile-les-Vignes
Pour les articles homonymes, voir Sainte-Cécile, Sainte Cécile, Cécile et Vignes.
Sainte-Cécile-les-Vignes est une commune française située dans le département de Vaucluse, en région Provence-Alpes-Côte d'Azur.

## Géographie
Petite ville de l'extrême nord de Vaucluse dans la région de Provence-Alpes-Côte d'Azur, Sainte-Cécile-les-Vignes fait partie du canton de Bollène.
Le bourg est situé à 111 mètres d'altitude. La commune est voisine de Lagarde-Paréol et de Cairanne dans le Vaucluse, ainsi que de Rochegude et Suze-la-Rousse dans la Drôme.
Ses habitants sont appelés les Céciliens et les Céciliennes.
Le village se situe à 12 km à l'est de Bollène, 20 km au nord d'Orange, 35 km au sud de Montélimar et à 50 km au nord d'Avignon.
| Rochegude (Drôme)  | Tulette (Drôme)          | Saint-Roman-de-Malegarde |
| Lagarde-Paréol     | Sainte-Cécile-les-Vignes | Cairanne                 |
| Sérignan-du-Comtat | Travaillan               |                          |

### Accès
Les routes départementales 50 et 976 traversent la commune et le bourg sur un axe nord-sud, la 8 sur un axe est-ouest.
L'autoroute la plus proche est l'autoroute A7 à plus d'une vingtaine de kilomètres à l'ouest (sorties Orange, Bollène, Montélimar-sud). À noter aussi la relative proximité de l'A9.

### Relief
La commune est peu marquée par diverses formes de relief malgré une différence importante entre son point le plus haut, seule colline située à l'est du bourg à proximité du château de Galifet, et son point le plus bas, situé au niveau de la Ruade, à l'extrême sud-ouest.

### Géologie
La commune est située au cœur d'une plaine alluvionnaire entre l'Aygues et la Ruade. Les sols de la commune sont composés d'alluvions ainsi que quelques sables et grès jaunes au sud du bourg.

### Sismicité
Les cantons de Bonnieux, Apt, Cadenet, Cavaillon, et Pertuis sont classés en zone Ib (risque faible). Les autres cantons du département de Vaucluse sont classés en zone Ia (risque très faible). Ce zonage correspond à une sismicité ne se traduisant qu'exceptionnellement par la destruction de bâtiments.

### Hydrographie
La rivière l'Aygues est le principal cours d'eau qui traverse la commune de Sainte-Cécile-les-Vignes sur un axe nord-sud, à l'est et en bordure de celle-ci. À l'ouest, venant du nord, on trouve la Ruade, un des affluents de l'Aygues.
Le Béal du moulin passe par le bourg en provenance de l'Aygues. Les sources de l'Alcyon, qui alimentaient une Commanderie du Temple prennent naissance sur le territoire de la commune.

### Climat
Pour des articles plus généraux, voir Climat de Provence-Alpes-Côte d'Azur et Climat de Vaucluse.
En 2010, le climat de la commune est de type climat méditerranéen franc, selon une étude du Centre national de la recherche scientifique s'appuyant sur une série de données couvrant la période 1971-2000. En 2020, Météo-France publie une typologie des climats de la France métropolitaine dans laquelle la commune est exposée à un climat méditerranéen et est dans la région climatique  Provence, Languedoc-Roussillon, caractérisée par une pluviométrie faible en été, un très bon ensoleillement (2 600 h/an), un été chaud (21,5 °C), un air très sec en été, sec en toutes saisons, des vents forts (fréquence de 40 à 50 % de vents > 5 m/s) et peu de brouillards. 
Pour la période 1971-2000, la température annuelle moyenne est de 13,5 °C, avec une amplitude thermique annuelle de 17,8 °C. Le cumul annuel moyen de précipitations est de 753 mm, avec 5,8 jours de précipitations en janvier et 3,1 jours en juillet. Pour la période 1991-2020, la température moyenne annuelle observée sur la station météorologique de Météo-France la plus proche, « Visan », sur la commune de Visan à 9 km à vol d'oiseau, est de 14,2 °C et le cumul annuel moyen de précipitations est de 772,7 mm. 
La température maximale relevée sur cette station est de 42 °C, atteinte le 22 août 2023 ; la température minimale est de −10,9 °C, atteinte le 2 mars 2005,,. 
Les paramètres climatiques de la commune ont été estimés pour le milieu du siècle (2041-2070) selon différents scénarios d'émission de gaz à effet de serre à partir des nouvelles projections climatiques de référence DRIAS-2020. Ils sont consultables sur un site dédié publié par Météo-France en novembre 2022.

## Urbanisme

### Typologie
Au 1er janvier 2024, Sainte-Cécile-les-Vignes est catégorisée bourg rural, selon la nouvelle grille communale de densité à sept niveaux définie par l'Insee en 2022.
Elle appartient à l'unité urbaine de Sainte-Cécile-les-Vignes, une unité urbaine monocommunale constituant une ville isolée,. La commune est en outre hors attraction des villes,.

### Occupation des sols
L'occupation des sols de la commune, telle qu'elle ressort de la base de données européenne d’occupation biophysique des sols Corine Land Cover (CLC), est marquée par l'importance des territoires agricoles (91,2 % en 2018), en diminution par rapport à 1990 (93,4 %). La répartition détaillée en 2018 est la suivante : 
cultures permanentes (87,9 %), zones urbanisées (7,1 %), zones agricoles hétérogènes (3,2 %), espaces ouverts, sans ou avec peu de végétation (1,7 %). L'évolution de l’occupation des sols de la commune et de ses infrastructures peut être observée sur les différentes représentations cartographiques du territoire : la carte de Cassini (XVIIIe siècle), la carte d'état-major (1820-1866) et les cartes ou photos aériennes de l'IGN pour la période actuelle (1950 à aujourd'hui).

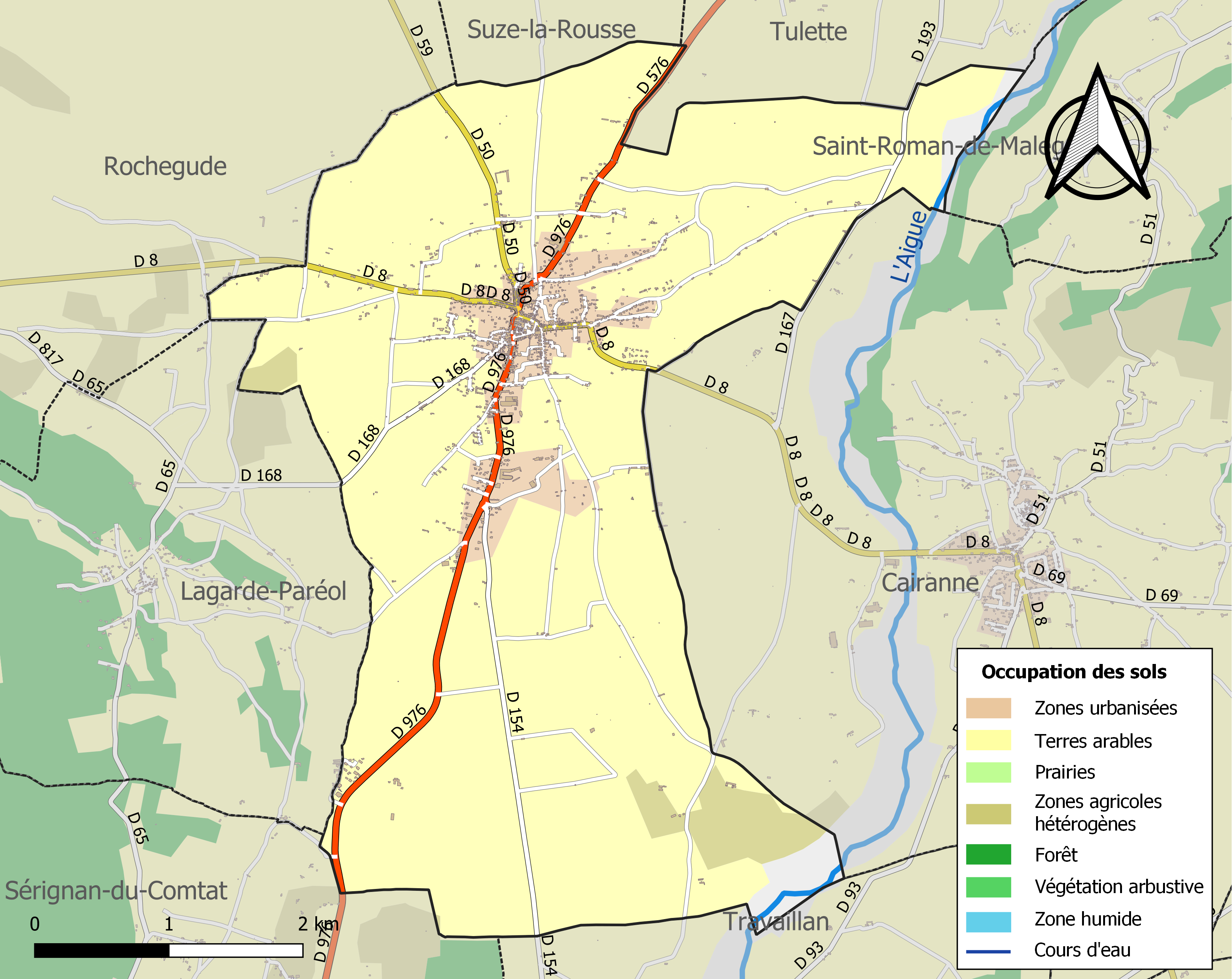
Carte des infrastructures et de l'occupation des sols de la commune en 2018 (CLC).

## Histoire

### Préhistoire
De nombreuses stations de surfaces ont été fouillées sur la commune aux quartiers de Beauregard, de La Charité, de Galifet, de La Motte, de La Présidente, et du Plan. Des grattoirs, des lames et des perçoirs ont été mis au jour et datés de l'époque tardenoise. Des vestiges de l'Âge du fer ont été retrouvés sur un site du quartier Saint-Martin, qui comportait une nécropole de 12 tombes à incinération, contenant des bracelets, des épées et des vases.

### Moyen Âge

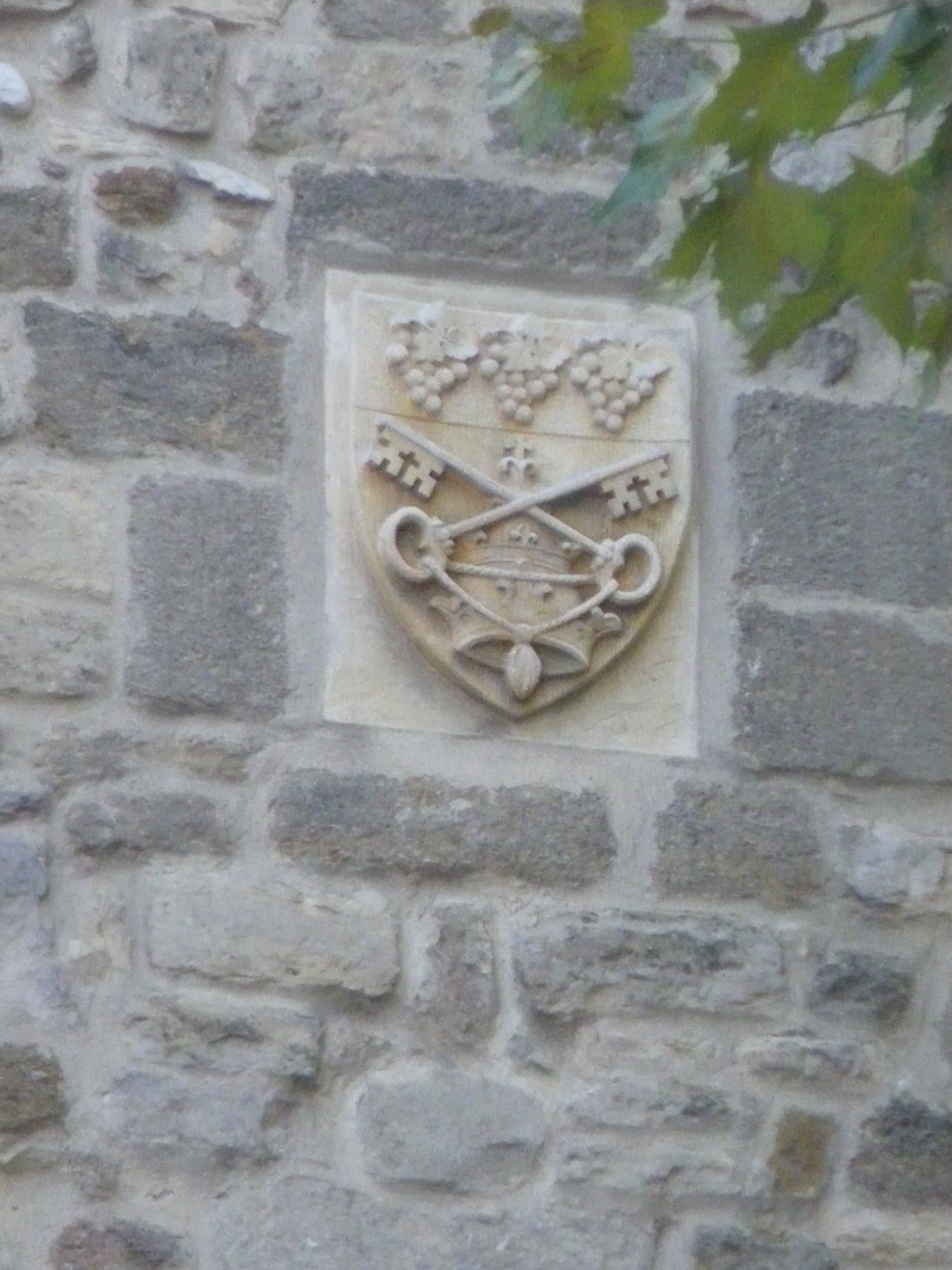
Blason pontifical de Sainte-Cécile, restauré et utilisé en réemploi.

La première mention du village date de 1177, à travers son église dédiée à sainte Cécile. Ce fut dans celle-ci que noble Raymond de Mornas donna à Odon Rolland, prieur des hospitaliers de Saint-Jean de Jérusalem, des droits sur Mornas et le quartier de Sainte-Cécile qui dépendait alors de Lagarde-Paréol. Quelques années plus tard, en 1185, l'ordre du Temple, à travers sa commanderie de Richerenches, se vit attribuer le domaine d'Alcyon. Les hospitaliers le récupérèrent après le concile de Vienne, présidé par Clément V, il y eut dès lors partition de Lagarde-Paréol. Sous le pontificat de Jean XXII, tous les biens comtadins de l'ordre des hospitaliers furent cédés à La Révérende Chambre Apostoloique - le ministère des finances pontificales - qui en devint Dame foncière en 1317. Celle-ci attribua ces revenus à Pierre Corsini, dit le cardinal de Florence, de 1385 à 1405.
En août 1368, le bourg est mis à sac par les « routiers » de Le Bour de Comminges et Perrin de Savoie.

### Renaissance
Au cours de l'année 1562, le baron des Adrets ravagea le territoire de Saint-Cécile. Puis, le 25 juillet 1563, des troupes calvinistes qui s'intitulaient « Représentants de la Province », investirent le village et s'y fortifièrent. Agissant tel un parlement, les représentants levèrent des impôts, rendirent la justice, saisirent des fiefs. Ils installèrent leurs receveurs à Mornas et Courthézon pour lever des droits de péage. Ce ne fut qu'en 1563, que Fabrice Serbelloni, capitaine pontifical d'Avignon, reprit Sainte-Cécile et ses territoires de Cairanne, Visan, Bollène, et Valréas.
La confrérie Saint-Vincent des vignerons et des jardiniers fut fondée en 1643. Deux décennies plus tard, en 1664, elle obtint d'Alexandre Fabri, évêque d'Orange, un certain nombre de libertés dont celle de pouvoir quêter dans l'église paroissiale lorsque le mois aurait cinq dimanches. Ses membres purent aussi faire procession lors de la fête de leur saint patron, le 22 janvier. Cette confrérie fut supprimée, au cours de la Révolution après l’adoption de la loi Le Chapelier, interdisant les corporations.

### Période moderne
En mars 1791, Sainte-Cécile devint le siège d'une confédération de communes du Haut-Comtat et de la région de Carpentras. Le but avoué de cette « Ligue de Sainte-Cécile », qui regroupa jusqu'à 60 communes sur les 93 du Comtat Venaissin, était de rester sous la gouverne pontificale. Cette coalition fut battue par l'armée d'Avignon.
Le 12 août 1793 fut créé le département de Vaucluse, constitué des districts d'Avignon et de Carpentras, mais aussi de ceux d'Apt et d'Orange, qui appartenaient aux Bouches-du-Rhône, ainsi que du canton de Sault, qui appartenait aux Basses-Alpes. Ce fut au cours de cette période révolutionnaire que Cécile-la-Montagnarde fut successivement chef-lieu de canton des Bouches-du-Rhône puis de la Drôme.
Au cours du XIXe siècle, la commune était riche en céréales et en vins. Elle possédait des filatures de soie et quatre foires annuelles s'y tenaient. Le souvenir du saint patron de la vigne et du vin restait vivace puisque le maire décida de faire réaliser une statue de saint Vincent qui fut inaugurée le 18 janvier 1865 en présence de 1 800 personnes. Mais plainte fut déposée le 1er février auprès du préfet, car la statue et son socle empiétaient sur la voie publique. Le sous-préfet d'Orange fut missionné pour enquêter et constata que « la statue obstruait la circulation et gênait la tenue des marchés ». Le maire mis en cause plaida que « l'érection de ce saint n'avait pas de caractère politique, que c'était plutôt un encouragement à l'ouvrier et en reconnaissancede nos produits vignicoles (sic) qui font la fortune du pays ». Mais le préfet du département de Vaucluse, Barthélemy Bohat, prit sur lui de ne pas ôter la statue. Celle-ci disparut pourtant lors de travaux de réfection du quartier près de l'actuelle mairie.

### Période contemporaine

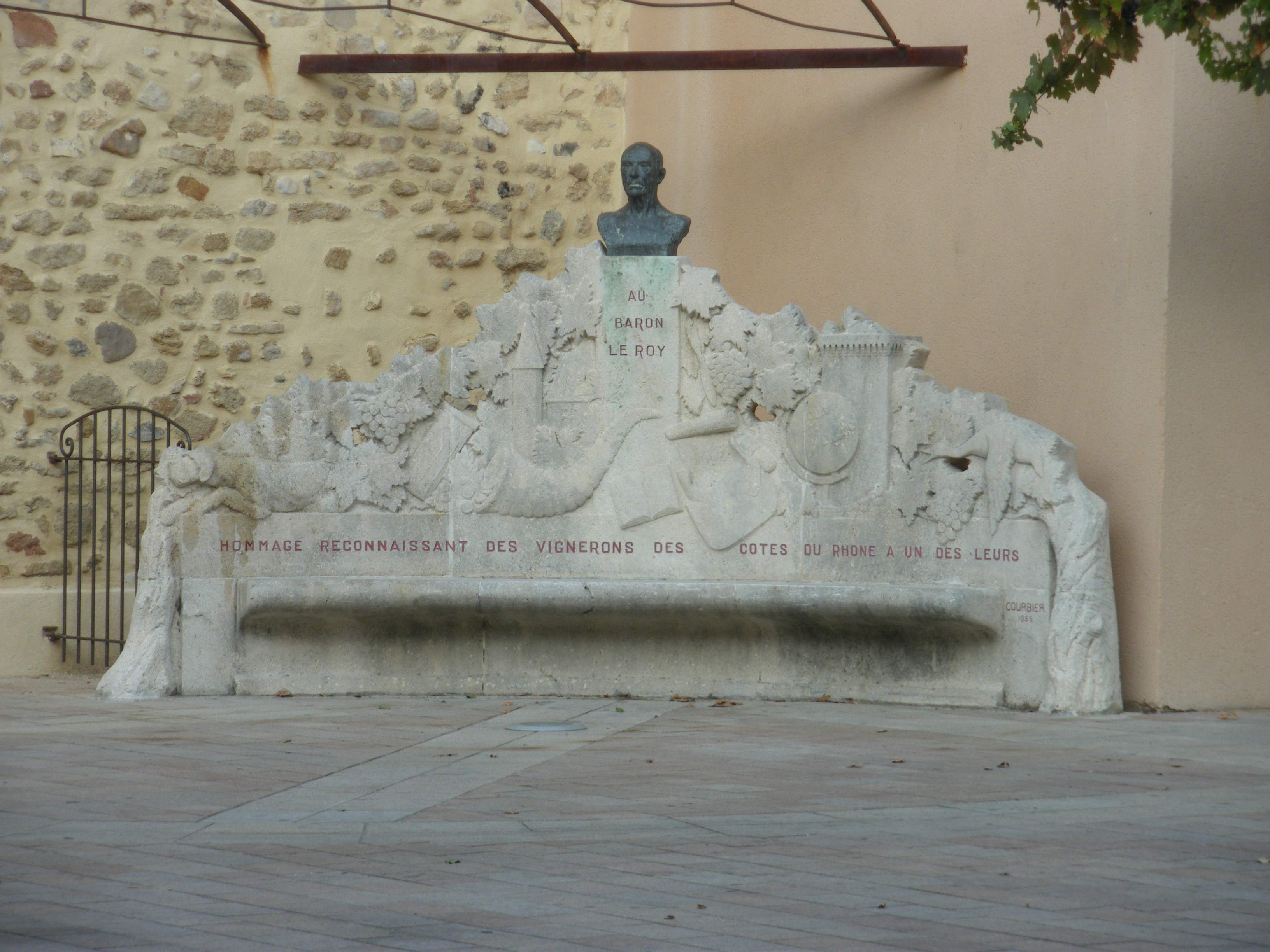
La statue du baron Le Roy trônant sur un piédestal du XIXe siècle.

Sur une des places du village, se trouve la statue en bronze du baron Le Roy, inaugurée en sa présence le 23 octobre 1955. Pierre Le Roy de Boiseaumarié (1890-1967), dit le baron Le Roy, fut à l'origine du renouveau des appellations viti-vinicoles en France. Il est le cofondateur de l'Institut national de l'origine et de la qualité, dont il fut pendant vingt ans le président, et de l'Académie du vin de France. Il présida aussi aux destinées de l'Office international de la vigne et du vin. Sur le piédestal du XIXe siècle a été rajouté : « Les vignerons des Côtes du Rhône, reconnaissants, à l'un des leurs. »
Guy Penne (1925-2010) fut maire de Sainte-Cécile. Proche de François Mitterrand, il fut son conseiller pour les affaires africaines de 1981 à 1986. Après avoir été nommé au Conseil supérieur des Français de l'étranger en 1985, il fut élu sénateur socialiste des Français établis hors de France le 28 septembre 1986, puis réélu le 24 septembre 1995. Il décède des suites d'un accident cardiovasculaire.

### Héraldique
| Blason de Sainte-Cécile-les-Vignes | Les armes peuvent se blasonner ainsi : D'azur à la harpe d'or, au chef d'argent chargé de trois grappes de raisin de gueules. |

### Toponymie
Nom à la révolution : Cécile-Montagnarde, puis en l'an II soit 1793 : Cecile. En 1801 : Sainte-Cécile et enfin en 1920 : Sainte-Cécile-les-Vignes.

## Politique et administration

### Liste des maires

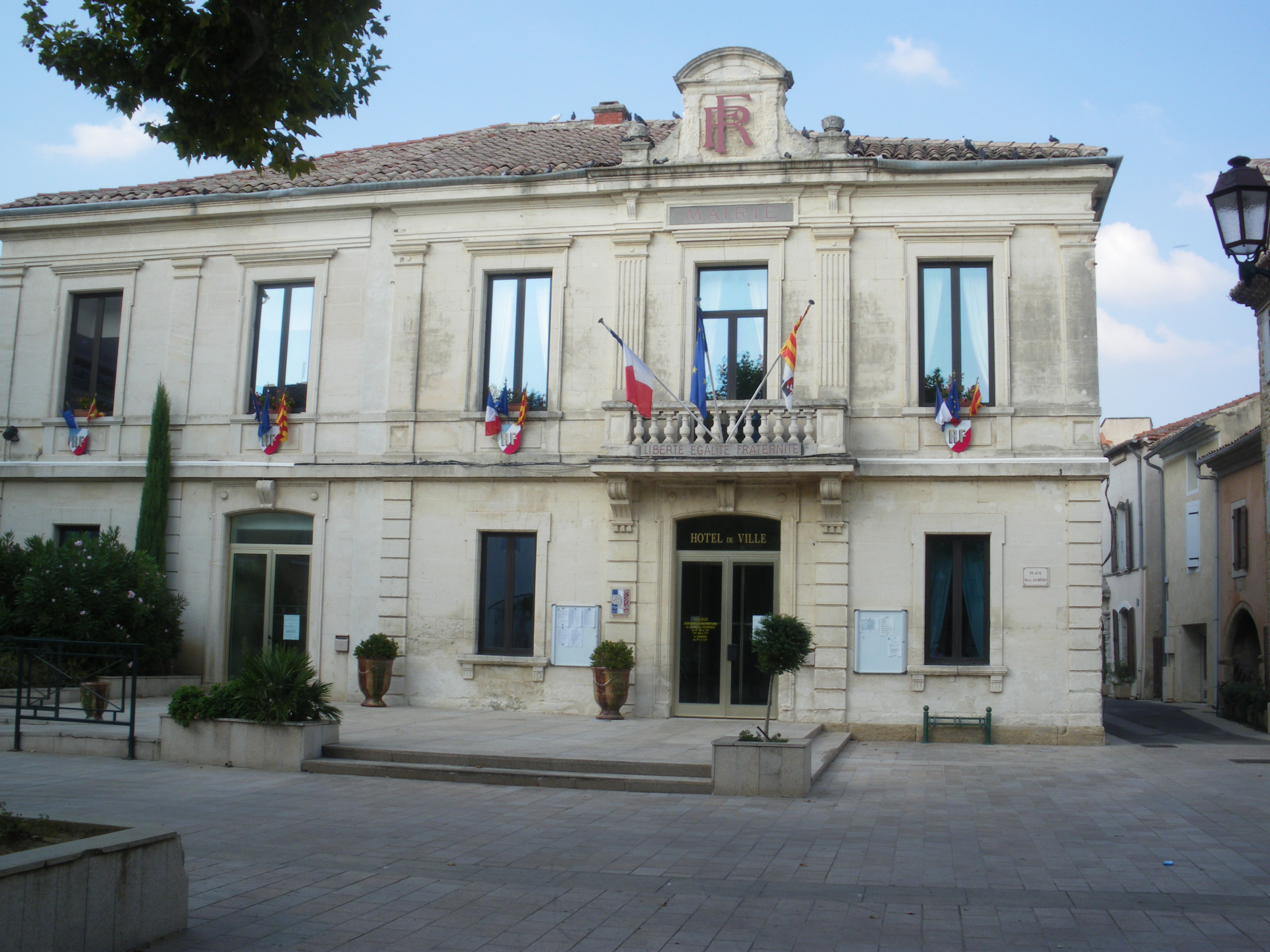
Mairie de Sainte-Cécile-les-Vignes.

| Période                                  | Période          | Identité         | Étiquette   | Qualité |
| ---------------------------------------- | ---------------- | ---------------- | ----------- | --- |
| Maire en 1838                            |                  | Pascal Descour   | SE          | |
| Maire en 1881                            |                  | Joseph Goudareau | Républicain | Docteur en médecine Conseiller général du canton de Bollène (1873 → 1886)                                                                                             |
| Maire en 1892                            |                  | Gustave Seu      |             | |
| Maire en 1955                            |                  | Damien Verchère  |             | |
| Les données manquantes sont à compléter. |                  |                  |             | |
| mars 1977                                | 1994 (démission) | Guy Penne        | PS          | Professeur d'université et chef de service Sénateur des Français établis hors de France (1986 → 2004) Président de l’Association des maires du Vaucluse (1983 → 1994) |
| 1994 [réf. nécessaire]                   | 2001             | Max Aubert       | SE          | Élu en 2001 |
| décembre 2001                            | 2020             | Max Ivan         | PS          | Retraité du secteur bancaire Président de la CC Aygues Ouvèze en Provence (2001 → )                                                                                   |
| 2020                                     | En cours         | Vincent Faure    | SE          | Fonctionnaire territorial |
| Les données manquantes sont à compléter. |                  |                  |             | |

### Intercommunalité
La commune fait partie de la communauté de communes Aygues Ouvèze en Provence. Celle-ci a été créée le 31 décembre 1992.

### Jumelages
La commune de Sainte-Cécile-les-Vignes est jumelée avec la commune d’  Auzances (France).

### Fiscalité
| Taxe                                                | Part communale | Part intercommunale | Part départementale | Part régionale |
| --------------------------------------------------- | -------------- | ------------------- | ------------------- | -------------- |
| Taxe d'habitation (TH)                              | 12,66 %        | 0,00 %              | 7,55 %              | 0,00 %         |
| Taxe foncière sur les propriétés bâties (TFPB)      | 23,14 %        | 0,00 %              | 10,20 %             | 2,36 %         |
| Taxe foncière sur les propriétés non bâties (TFPNB) | 56,69 %        | 0,00 %              | 28,96 %             | 8,85 %         |
| Taxe professionnelle (TP)                           | 21,88 %*       | 0,00 %              | 13,00 %             | 3,84 %         |

La part régionale de la taxe d'habitation n'est pas applicable.
La taxe professionnelle est remplacée en 2010 par la cotisation foncière des entreprises (CFE) portant sur la valeur locative des biens immobiliers et par la contribution sur la valeur ajoutée des entreprises (CVAE) (les deux formant la contribution économique territoriale (CET) qui est un impôt local instauré par la loi de finances pour 2010).

## Démographie
L'évolution du nombre d'habitants est connue à travers les recensements de la population effectués dans la commune depuis 1793. Pour les communes de moins de 10 000 habitants, une enquête de recensement portant sur toute la population est réalisée tous les cinq ans, les populations de référence des années intermédiaires étant quant à elles estimées par interpolation ou extrapolation. Pour la commune, le premier recensement exhaustif entrant dans le cadre du nouveau dispositif a été réalisé en 2005.

En 2022, la commune comptait 2 639 habitants, en évolution de +7,28 % par rapport à 2016 (Vaucluse : +1,73 %, France hors Mayotte : +2,11 %).
| 1793  | 1800  | 1806  | 1821  | 1831  | 1836  | 1841  | 1846  | 1851  |
| ----- | ----- | ----- | ----- | ----- | ----- | ----- | ----- | ----- |
| 1 502 | 1 462 | 1 519 | 1 736 | 1 981 | 1 965 | 2 080 | 2 160 | 2 241 |

| 1856  | 1861  | 1866  | 1872  | 1876  | 1881  | 1886  | 1891  | 1896  |
| ----- | ----- | ----- | ----- | ----- | ----- | ----- | ----- | ----- |
| 2 278 | 2 513 | 2 736 | 2 317 | 2 146 | 1 960 | 1 887 | 1 722 | 1 626 |

| 1901  | 1906  | 1911  | 1921  | 1926  | 1931  | 1936  | 1946  | 1954  |
| ----- | ----- | ----- | ----- | ----- | ----- | ----- | ----- | ----- |
| 1 647 | 1 681 | 1 660 | 1 431 | 1 416 | 1 484 | 1 515 | 1 492 | 1 569 |

| 1962  | 1968  | 1975  | 1982  | 1990  | 1999  | 2005  | 2006  | 2010  |
| ----- | ----- | ----- | ----- | ----- | ----- | ----- | ----- | ----- |
| 1 642 | 1 735 | 1 644 | 1 818 | 1 927 | 2 100 | 2 142 | 2 179 | 2 295 |

| 2015  | 2020  | 2022  | - | - | - | - | - | - |
| ----- | ----- | ----- | - | - | - | - | - | - |
| 2 445 | 2 634 | 2 639 | - | - | - | - | - | - |

## Économie

### Industrie
La Société générale des eaux de source, filiale du Groupe Castel, a réalisé des forages en nappe profonde pour exploiter l'eau qui en jaillit sous le nom de Sainte-Cécile et la commercialiser sous la marque Cristaline. Le site de forage se trouve sur la commune voisine de Cairanne. Depuis 2008, le groupe Alma, qui exploite ce site, a été cédé, au groupe Roxane, dirigé par Pierre Papillaud, et à Otsuka, groupe pharmaceutique japonais.

### Tourisme
On pratique sur la commune le tourisme viticole ou œnotourisme (caves de dégustation) et le tourisme de randonnées (plusieurs circuits pédestres et vélo à proximité, dont passage du GR 4).
On trouve sur la commune un hôtel, plusieurs gîtes et chambres d'hôtes qui permettent l'accueil des touristes, ainsi que divers restaurants et brasseries.

### Agriculture
Le vignoble produit des vins classés en côtes-du-rhône et Côtes-du-rhône villages (AOC). Le terroir viticole de la commune produit à lui seul 10 % de l'ensemble des côtes-du-rhône. Les vins qui ne sont pas en appellation d'origine contrôlée peuvent revendiquer, après agrément, le label vin de pays de la Principauté d'Orange. Les vignerons de la commune sont représentés au sein de la commanderie des Costes du Rhône, confrérie bachique, qui tient ses assises au château de Suze-la-Rousse, siège de l'Université du vin.

## Équipements et services
La commune propose les services d'une bibliothèque municipale.

### Enseignement
La commune possède une école primaire publique Louis-Gauthier et un collège, le collège Victor-Schœlcher,. Ensuite les élèves vont au lycée Lucie-Aubrac à Bollene,.

### Sports
On trouve sur la commune de nombreuses associations sportives : football, tennis, judo, taekwondo, twirling, danse, boules, etc..
Sainte-Cécile-les-Vignes a inauguré en juin 2007 son stade portant le nom du footballeur Éric Cantona.

### Santé
On trouve plusieurs professionnels de la santé sur la commune : généralistes, orthophonistes, pédicures, dentistes, infirmières, kinésithérapeutes... une pharmacie et une maison de retraite.

## Vie locale

### Cultes
Les pratiquants de religion catholique disposent d'une église paroissiale, qui dépend du diocèse d'Avignon, doyenné d'Orange Bollène.

### Écologie et recyclage
La collecte et le traitement des déchets des ménages et déchets assimilés, la gestion de l'assainissement collectif, la lutte contre les nuisances sonores, le contrôle de la qualité de l'air et la protection et mise en valeur de l'environnement font partie des compétences de la communauté de communes Aygues Ouvèze en Provence.

## Lieux et monuments
- Château de Galifet, à l'est du bourg.
- Plusieurs hôtels particuliers[36].
- Eau de source « Cristaline » (source de Sainte-Cécile).

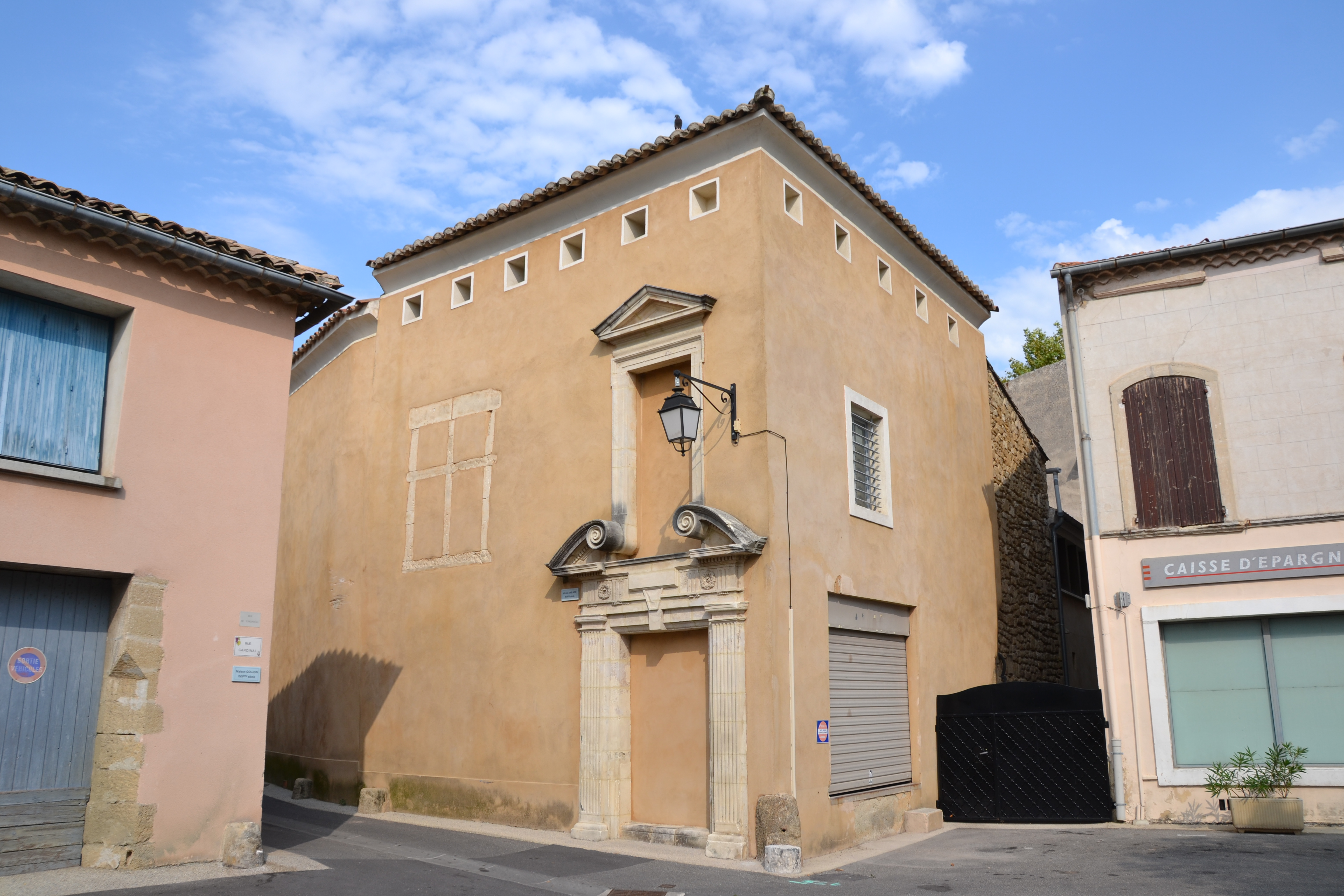
Sainte Cécile - Hôtel d'Amblard
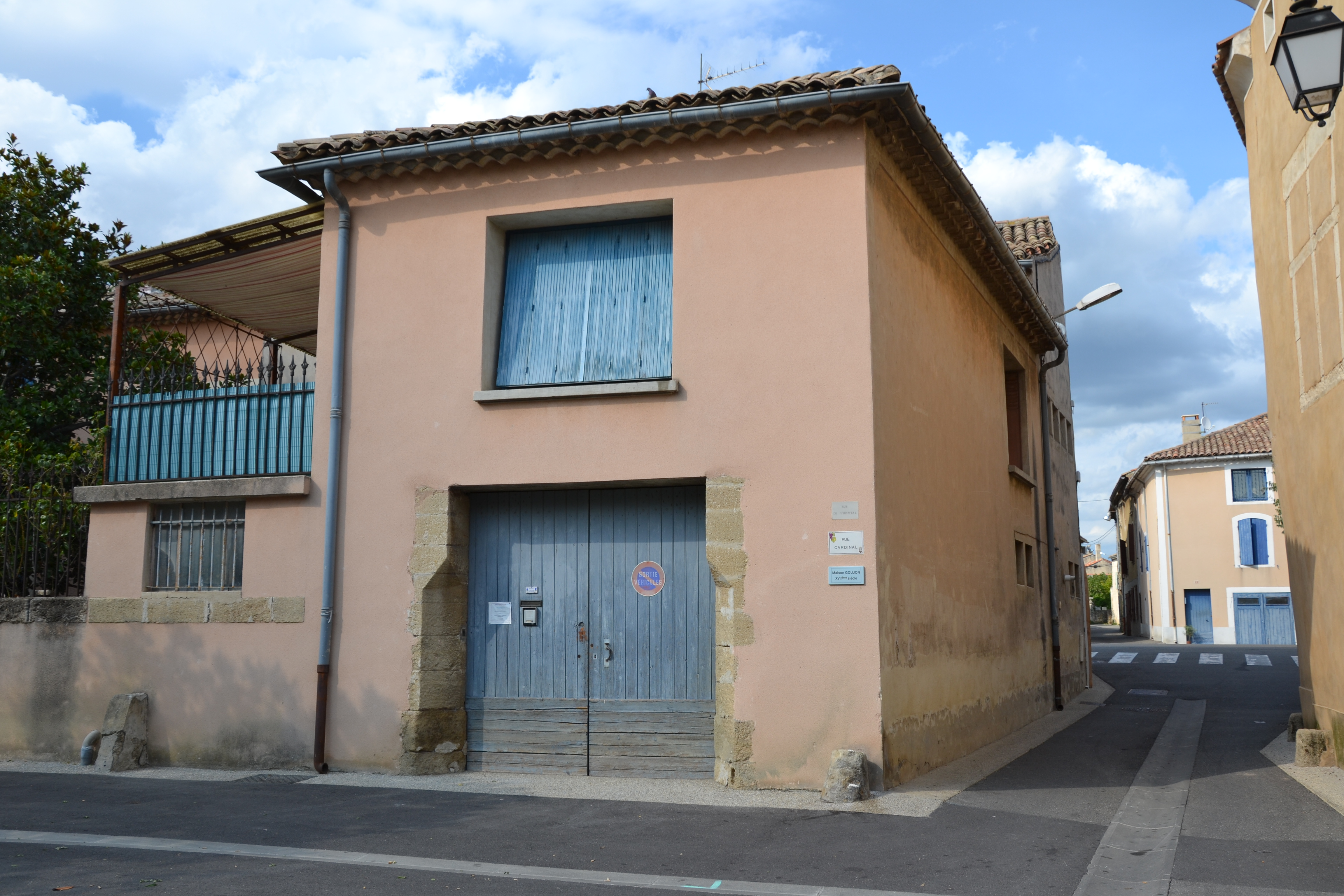
Sainte Cécile - Maison Goujon
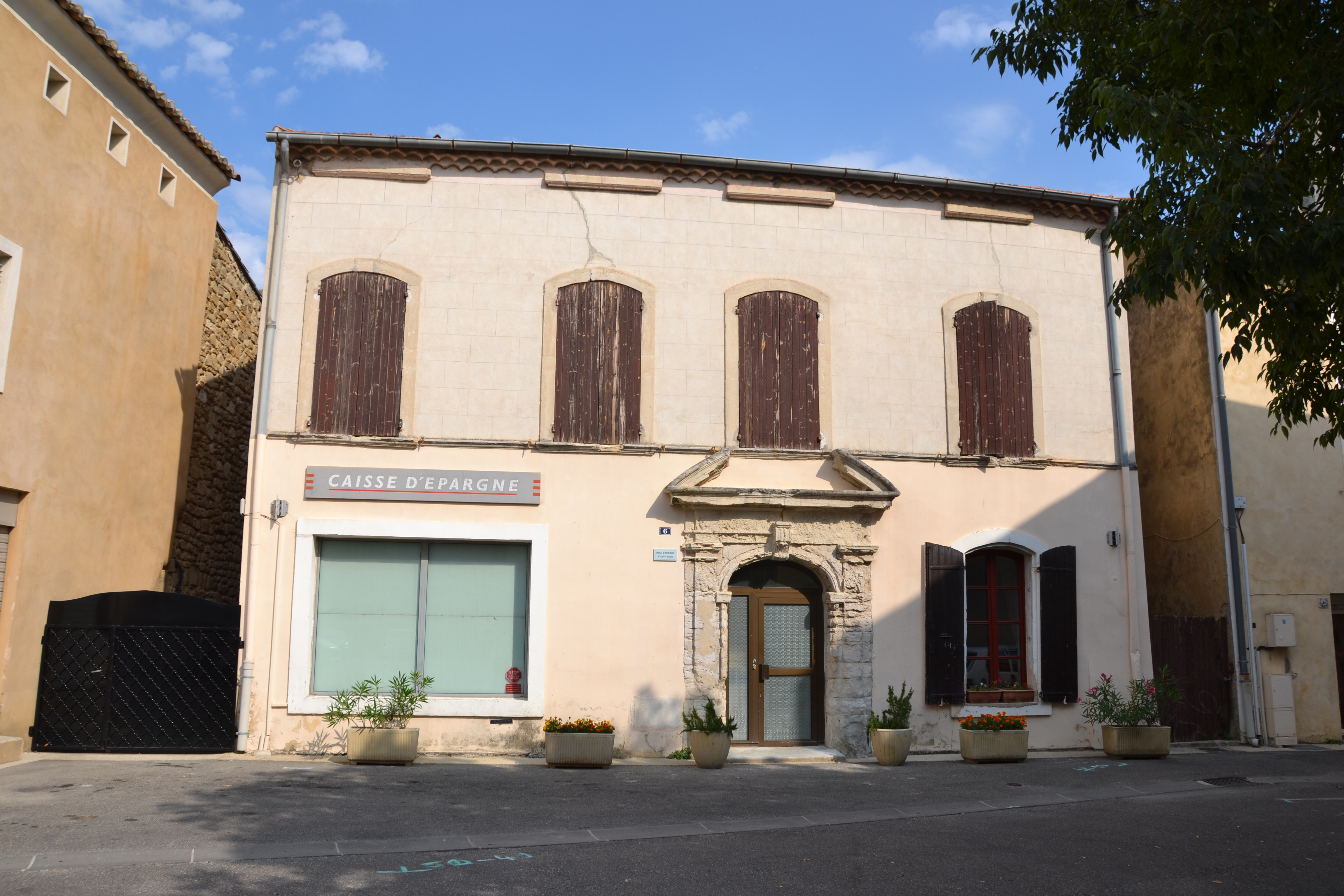
Sainte Cécile - Hôtel d'Armand
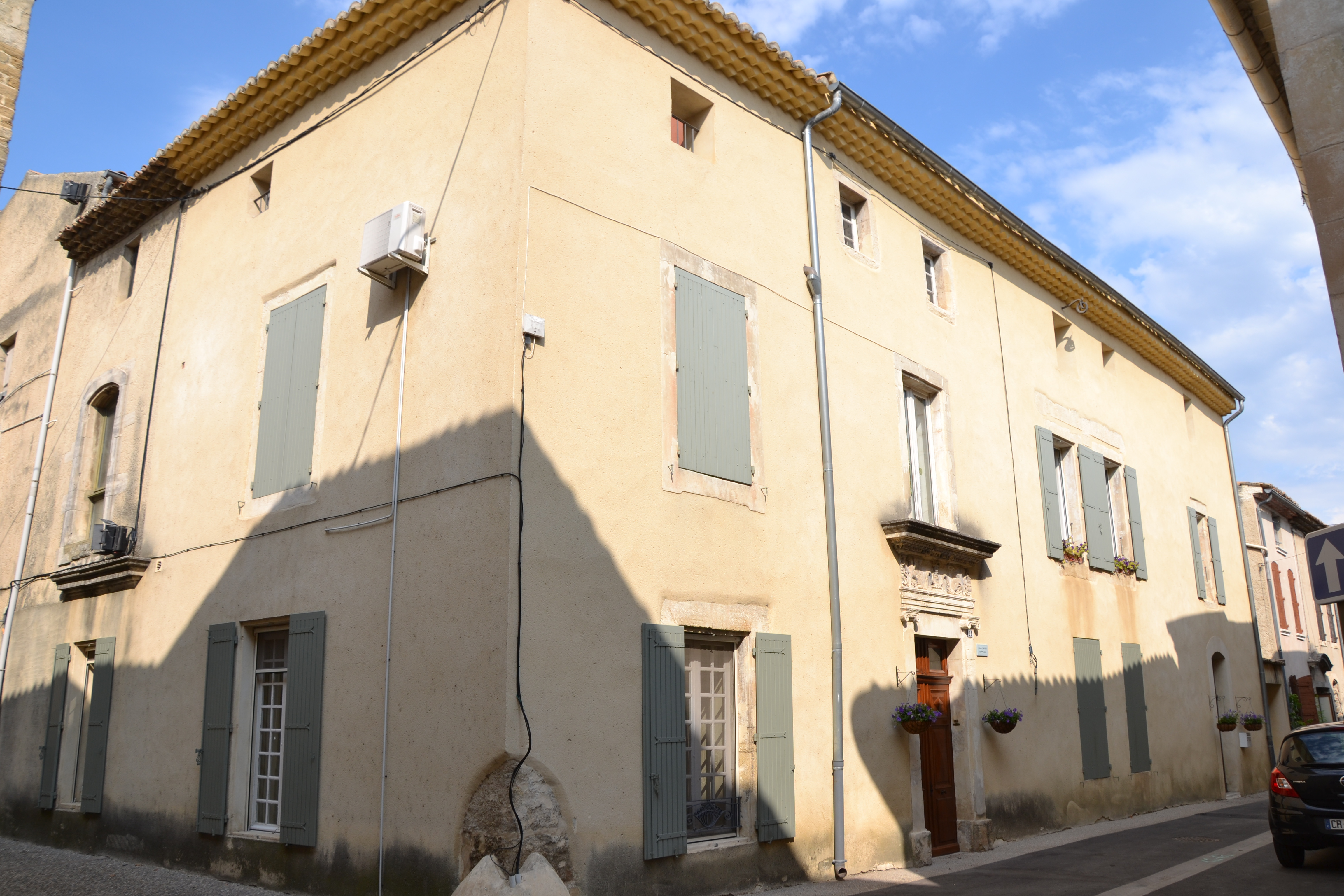
Sainte Cécile - Hôtel d'Impéry

### Église Sainte-Cécile
La paroisse catholique fait partie du diocèse d'Avignon, doyenné d'Orange Bollène. La première église, dédiée à sainte Cécile, dont la dédicace date de 1177, se trouve dans un enclos qui est l'ancien cimetière paroissial.
Une seconde église dédiée à sainte Cécile et l'Invention de la Sainte Croix, fut édifiée à l'intérieur des remparts. Saccagée pendant les guerres de religion, elle fut de nouveau consacrée le 11 juin 1593 par Monseigneur Jean de Tulles, évêque d'Orange. Une inscription fut placée sur le mur de cet édifice. Cette église fut détruite en 1860. 
L'actuelle église paroissiale, toujours sous le vocable de Sainte-Cécile, a été construite entre 1854 et 1860, par l'architecte Jouffroy en style néo-roman. Elle fut consacrée les 12 et 13 mai 1860 par Monseigneur Jean-Marie-Mathias Debelay, archevêque d'Avignon.
De nombreuses œuvres y sont conservées, en particulier une toile représentant les Ames du Purgatoire peinte par Jules FLOUR, peintre avignonnais ayant décoré la Salle des Fêtes de l'Hôtel de Ville d'Avignon, plusieurs toiles du peintre Raspay d'Avignon et un Saint Louis, Roi de France offert par Monsieur Payens de Lagarde, Maire de Ste Cécile en 1822 et peint par Minoli d'Avignon. 
12 et 13 mai – Consécration de l’église. Après trois ans de travaux, l’église est presque terminée. Nous la fîmes aussi longue et aussi large que possible. Le devis du plan primitif qui s’élevait à 55 000 francs, fut considérablement modifié. La pierre blanche des colonnes fut remplacée par la pierre de Venterol qui joue le marbre. Le dallage est de la même pierre. Le sanctuaire reçut des pierres du Theil, le maître autel fut fait à Carpentras par Mr Rieussec, qui fit faire à Avignon les sculptures par Monsieur Laffite. La chaire sortit des ateliers de Messieurs Goyen, sculpteurs à Louvain en Belgique. L’église fut construite par Monsieur Clément Guigou et Sauvet, entrepreneurs à Avignon, sous la direction de Monsieur Joffroy, architecte du Département. Aucun accident fâcheux n’arriva aux ouvriers pendant la durée des travaux. Ce fut surtout Mr Clément qui dirigea la construction de l’édifice et qui fut constamment dans le chantier, son frère Frédéric Clément fit toutes les sculptures… Toute la semaine fut employée aux préparatifs. Un arc de triomphe fut dressé au bout des platanes du chemin d’Orange, un autre se trouvait au commencement de l’allée près de l’hôtel Marcel lorsque l’on quitte la grand route, un autre magnifiquement décoré et surmonté de la statue de sainte Cécile, fut dressé près de la nouvelle église. Depuis la grand route jusqu’à la nouvelle église, ce ne sont que des arcs de triomphes de guirlandes attachées à des piquets. Aux platanes pendait des couronnes et des oriflammes. Devant la porte de la cure était aussi un arc de triomphe avec les armoiries de Monseigneur. Le samedi à 5 heures, tout s’ébranla dans le pays. On allait recevoir l’Archevêque d’Avignon. La procession est organisée. Les demoiselles en robe blanche, les frères pénitents en habits de chœur, les Sapeurs Pompiers sans les armes, la Musique, le Conseil Municipal, le Conseil de Fabrique et le clergé, tous allaient attendre Monseigneur. Deux cavaliers, en habit militaire, vont au devant de Sa Grandeur jusqu’au milieu des garrigues, ils lui font le salut militaire et tirant leur pistolet, ils partent devant en cavalant. Monseigneur Marie Mathias Debelay est accompagné de Mr Martin son Vicaire Général et son arrivée fut saluée par la détonation des boites et la musique fit entendre sa fanfare. Monsieur le Maire complimenta et Sa Grandeur fut conduite au milieu des chants à l’ancienne église où il fut complimenté par Mr le curé. Il monta en chaire et félicité la population pour la belle église qu’ils avaient construite. Il fit la reconnaissance des reliques qui seraient scellées dans le nouveau maître-autel. Elles furent mises dans une cassette en plomb avec les armes de Monseigneur et il fut placé aussi à l’intérieur le procès verbal de la cérémonie. Le lendemain, commença réellement la cérémonie de consécration. À 7 heures du matin, l’abbé Jouguet, maître de cérémonie de la Métropole Notre-Dame des Doms, vint chercher Monseigneur à la cure. Ils partent en procession avec plus de 20 prêtres, la population et une grande foule d’étrangers. Les chœurs des chantres étaient dirigés par Mr Bonnet, instituteur, qui a une belle et forte voix joignant une connaissance parfaite du plein chant. Les membres du Conseil Municipal et du Conseil de Fabrique furent seuls admis avec le clergé aux cérémonies qui se sont déroulées dans l’intérieur de l’église portes fermées. On fit chercher en procession les reliques qui étaient exposées dans l’ancienne église. Les rues étaient pavoisées. Les reliques furent portées par 4 prêtres et suivies par la population qui put rentrer dans l’église pour suivre la suite de la cérémonie. Après la consécration, un banquet préparé à l’Hôtel de ville rassembla Monseigneur l’Archevêque, le Conseil municipal, le Conseil de Fabrique et quelques invités. Le soir, il y eut une illumination générale du pays et chaque fenêtre avait sa lumière. Un défilé des autorités, des Sapeurs Pompiers, du Corps de Musique vinrent chercher Monseigneur et le Clergé et leur firent faire le tour du village. Et on put assister à un grand feu d’artifice tiré à l’horloge. Le lendemain, Monseigneur partit pour Lagarde Paréol où il était attendu.

### Chapelle Notre Dame de Consolation
La chapelle Notre-Dame de Consolation, route de Cairanne, fut édifiée et bénie en 1856 sur les plans de l'architecte départemental Joffroy. Elle remplace une chapelle plus ancienne sous le vocable de Notre-Dame de Bonnety. Cette chapelle fut fondée au XVIe siècle par Claude Fasy. Lors de la bénédiction de la chapelle, le 13 septembre 1856, fut placée sur la façade, une statue en bronze de Notre Dame. Cette statue fut acquise chez Mr Berton à Avignon pour la somme de 300 francs. Cette somme fut offerte par Melle Marie Félicité André, née Serre, nièce de l’abbé Crévoulin, curé de la paroisse. Lors de sa pose, les deux maçons et le sacristain faillirent être écrasés par la statue qui d’un poids trop lourd, fit lâcher les barreaux des échelles servant à la dresser. Heureusement, elle fut rattrapée « par miracle » et depuis elle fut dénommée la Vierge des Miracles. La messe fut célébrée en signe d’action de grâce et de reconnaissance.

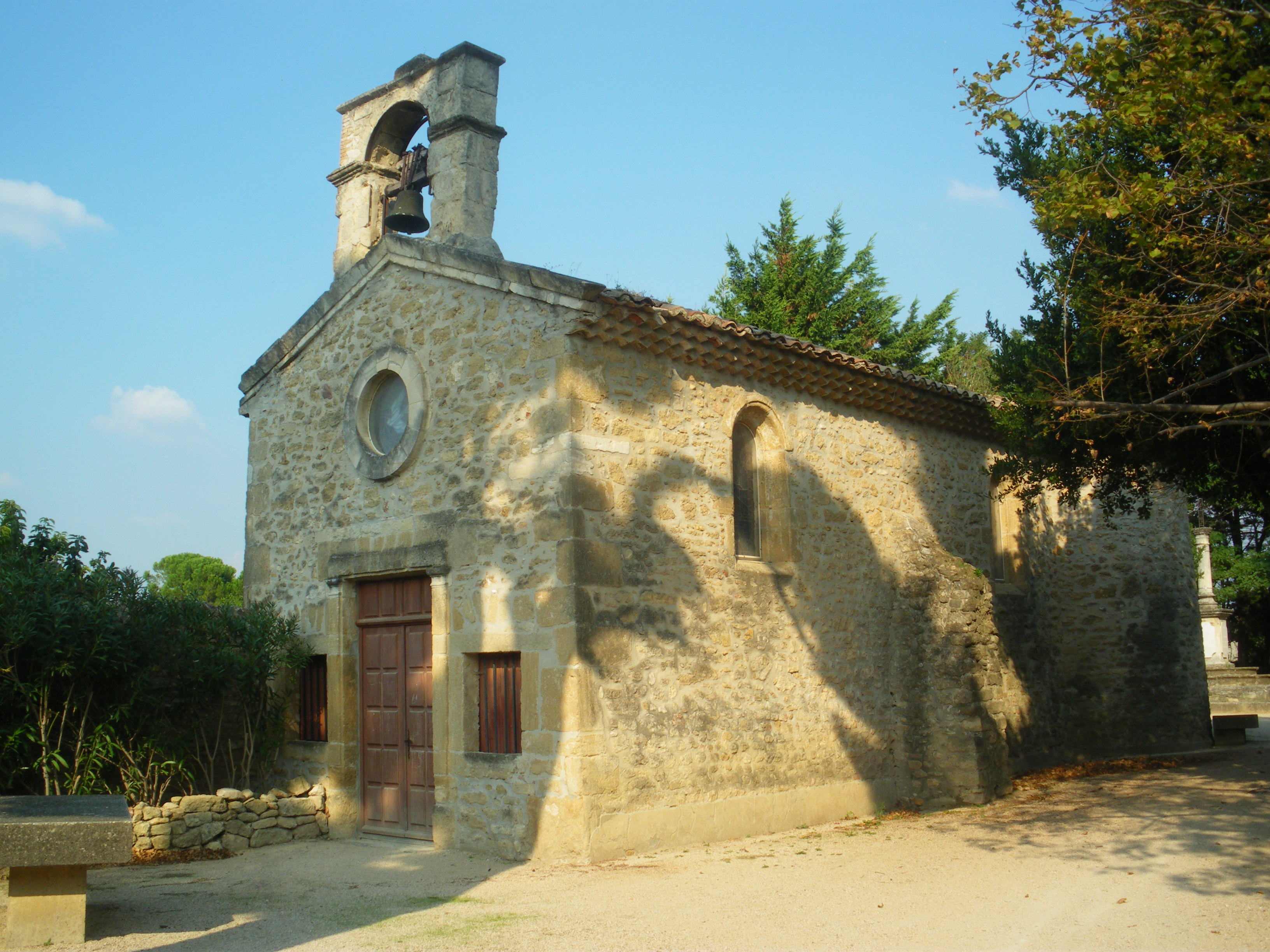
Première église de Sainte-Cécile (XIIe siècle)
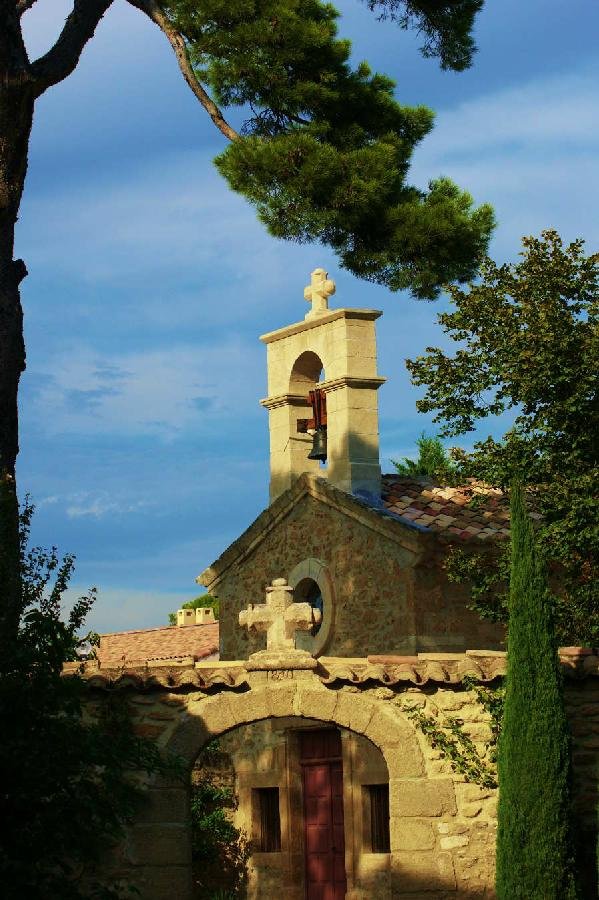
Entrée du Jardin de la Chapelle
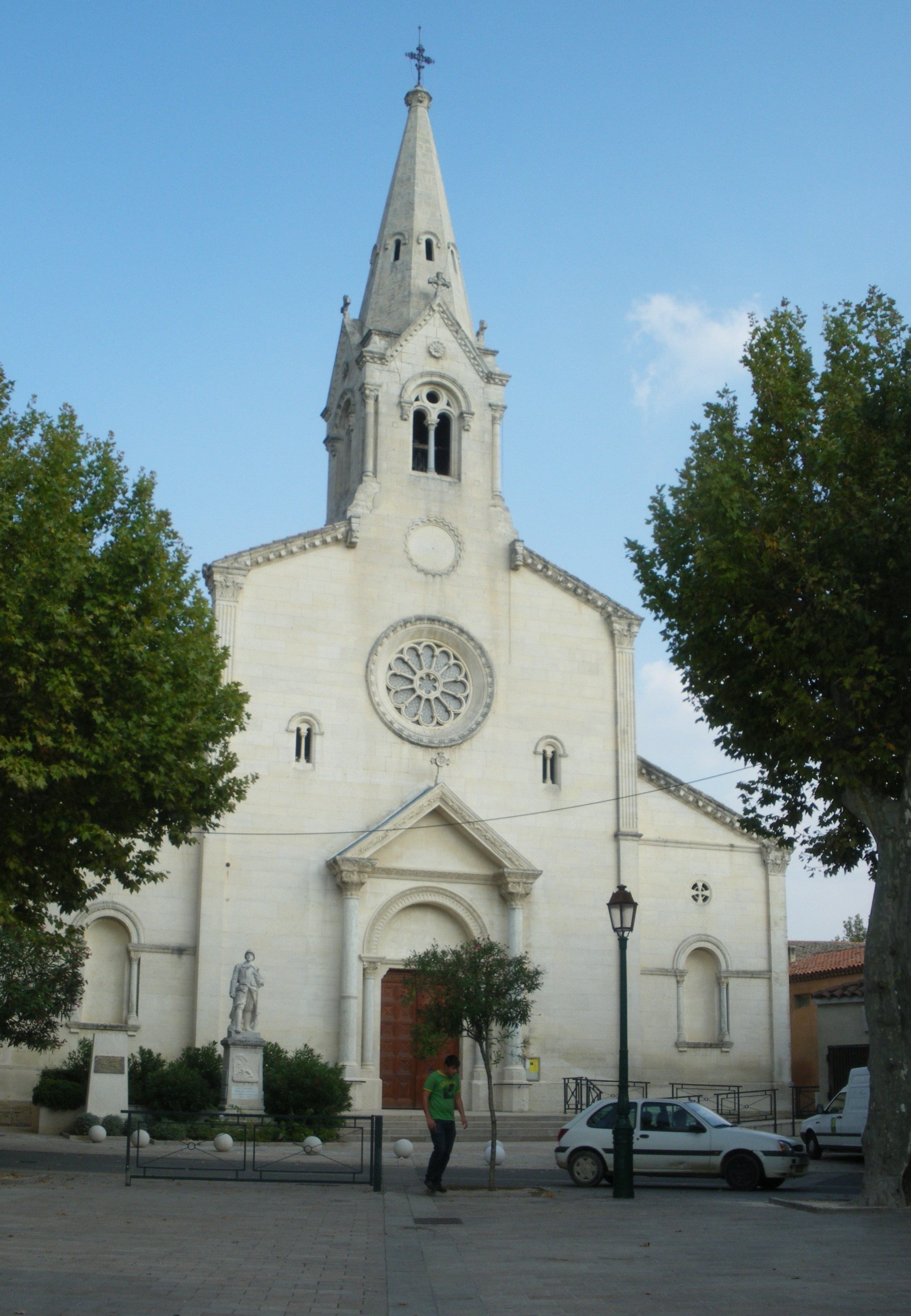
Actuelle église paroissiale (XIXe siècle)
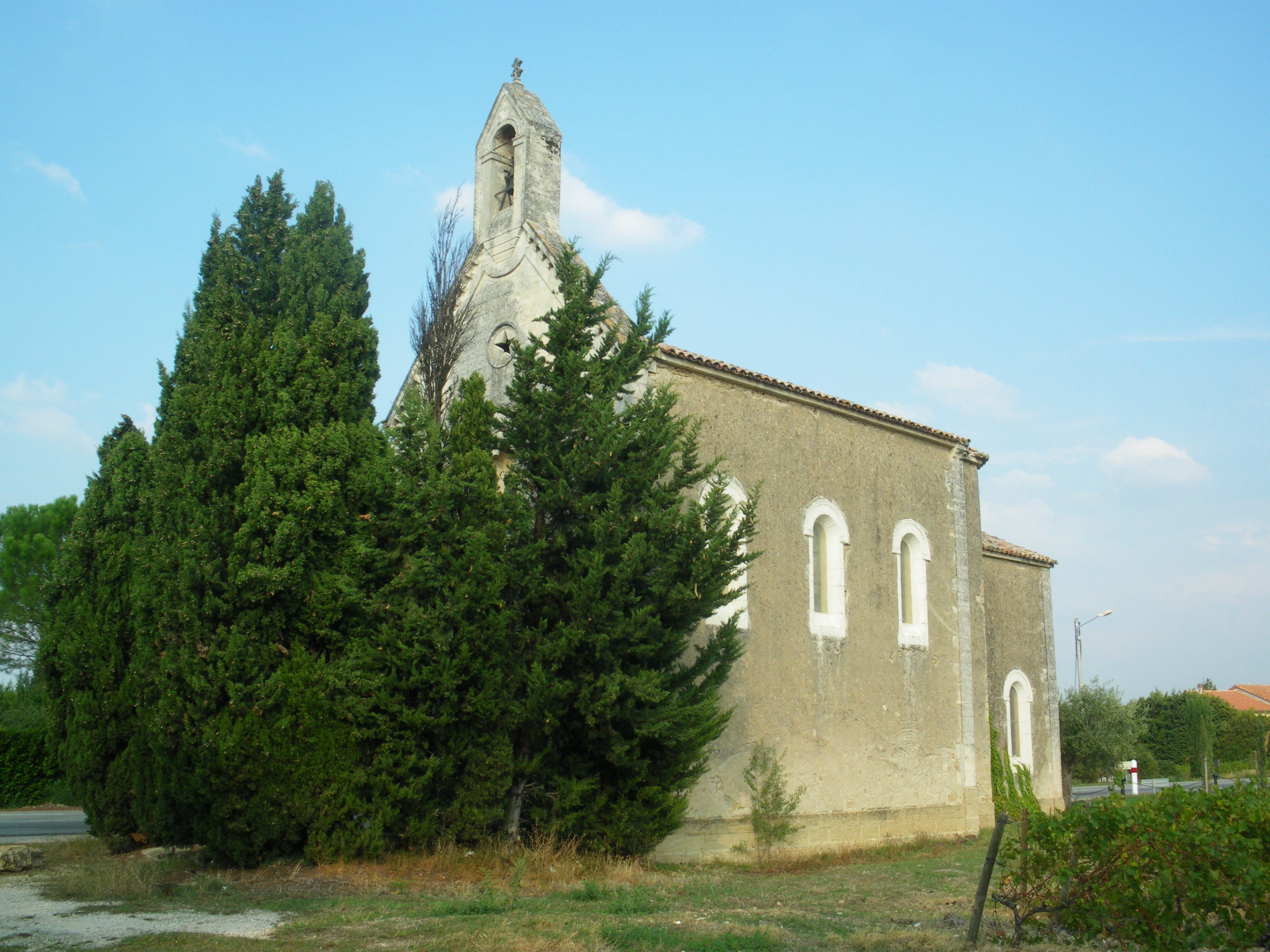
Chapelle Notre Dame de Consolation

## Personnalités liées à la commune
- Pierre Le Roy de Boiseaumarié dit Le baron Leroy, vigneron français.
- Marius André, écrivain, poète, journaliste et traducteur français, né à Sainte-Cécile-les-Vignes en 1868.
- Maurice Trintignant, pilote de course automobile français, naquit le 30 octobre 1917 à Sainte-Cécile-les-Vignes.
- Angelo de Picolli dit "Tintin", résistant cécilien durant la Seconde guerre mondiale.
- Guy Penne, ancien proche de François Mitterrand, sénateur de 1986 à 2004, ancien maire de Sainte-Cécile.
- Nicolas Nikolaïevitch de Leuchtenberg, officier russe blanc, propriétaire du château de Ruth.